# Johan Willem van de Palts
Johan Willem (ook: Jan Wellem) (Düsseldorf, 19 april 1658 - aldaar, 8 juni 1716) was een zoon van keurvorst Filips Willem van de Palts en Elisabeth Amalia van Hessen-Darmstadt. Hij volgde zijn vader op als keurvorst in 1690. Daarnaast was hij paltsgraaf van Neuburg, hertog van Gulik en Berg en heer van Wijnendale.

## Biografie

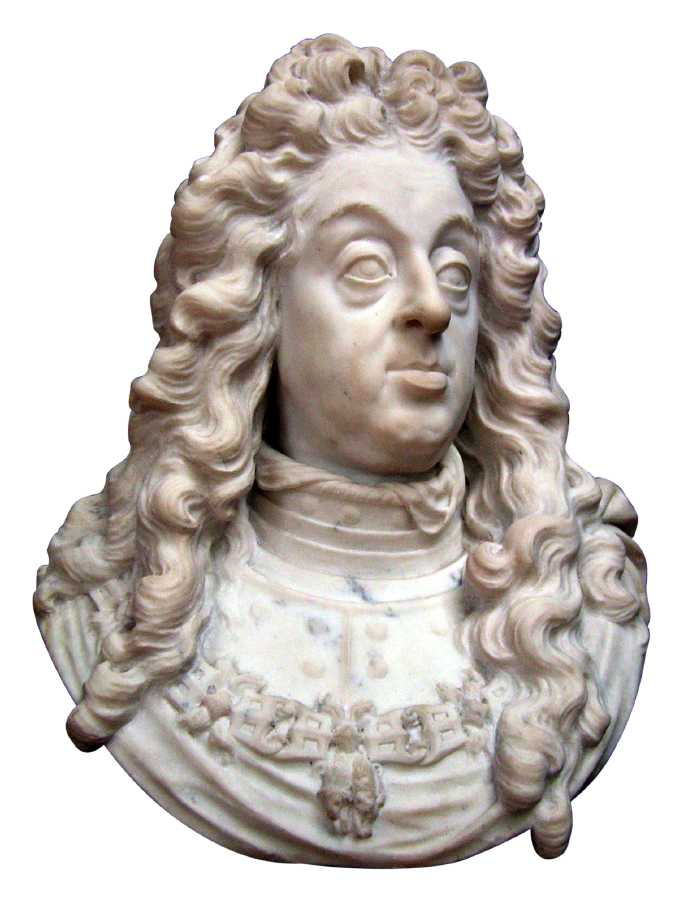
Borstbeeld van Johan Willem van de Palts door Jan van Delen.

Johan Willem werd opgevoed door Jezuïeten en was tamelijk ambitieus. In 1674 maakte hij een Grand tour naar Italië. In 1678 huwde hij met aartshertogin Maria Anna Jozefa van Oostenrijk in Wiener Neustadt. In 1679 verkreeg hij de hertogdommen Gulik en Berg. Door de huwelijken van zijn zusters kreeg hij contacten met de vorstenhuizen in Portugal, Spanje, Parma en Polen. Na het overlijden van zijn eerste echtgenote trouwde hij in 1691 met Anna Maria Luisa de' Medici (1667-1743), dochter van Cosimo III de' Medici, groothertog van Toscane, in Ulm. Bij de Vrede van Rijswijk in 1697 verkreeg hij opnieuw de door Frankrijk bezette gebieden van de Palts, op voorwaarde dat de Franse herkatholisering van deze streek niet ongedaan werd gemaakt.
Johan Willem vestigde zich niet in Heidelberg, dat tamelijk verwoest was, maar bewoonde aanvankelijk een kasteel in Weinheim (Het bekende slot op de heuvel in Heidelberg is nooit opgeknapt). Johan Willem trok naar zijn geboorteplaats Düsseldorf met een groot gevolg van hoogwaardigheidsbekleders. Hij had een kleine Zwitserse garde meegebracht voor zijn bewaking. Johan Willem werd een groot bevorderaar van kunst en cultuur in de stad. Zo stichtte hij een opera en een kunstacademie. In zijn jachtslot Bensberg, waarvan de bouw begon in 1703, kwamen twaalf reusachtige schilderijen van Jan Weenix te hangen, maar ook werk van Rachel Ruysch, Eglon van der Neer en Adriaen van der Werff, die van hem een jaarwedde kregen; het grootste deel van deze werken bevindt zich thans in de Alte Pinakothek in München.
In 1710 kwam Georg Friedrich Händel die op weg was naar Londen langs om voor het vorstelijk gezelschap te spelen. Ook Corelli, Steffani en Veracini bezochten het hof.
Door de Vrede van Rastatt in 1714 kwam er een eind aan de Spaanse Successieoorlog. Oostenrijk en Frankrijk sloten vrede. Johan Willem bevorderde de handel en de ontwikkeling van kunst en cultuur. Op een vleugel van het kasteel met een fraai uitzicht op de Rijn werd tussen 1709 en 1714 een nieuwe etage gezet met een galerij voor meer dan driehonderd schilderijen in vijf zalen. Domenico Zanetti schilderde een aantal plafonds, waarvan de ontwerpen bewaard zijn gebleven. Naast de tientallen Italiaanse schilders, ingebracht door zijn vrouw, waren veel Nederlandse schilders vertegenwoordigd o.a. Gerard van Honthorst, David Vinckboons, Nicolaes Berchem, Rembrandt, Jan Baptist Weenix, Michiel Coxie, Gabriël Metsu, Gerbrand van den Eeckhout, van der Mijn, maar vooral Peter Paul Rubens. Nicolas de Pigage publiceerde een catalogus van de schilderijen in 1778: La galerie Électorale de Dusseldorff où Catalogue Raisonné et Figuré de ses Tableaux. Dit werd dit eerste belangwekkende museumcatalogus, geïllustreerd door Christian von Mechel, een graveur uit Bazel.
Johan Willem stierf zonder erfgenamen en grote schulden achterlatend. De straatverlichting, door Jan van der Heyden ontwikkeld, die ook de stad bezocht, werd afgeschaft. Het hof werd verplaatst naar Mannheim.
Het paleis werd belegerd door het Franse leger in 1794 en vatte vlam, maar is uiteindelijk in 1872 afgebrand, mogelijk veroorzaakt door kortsluiting.
In het Kunstpaleis in Düsseldorf zijn tegenwoordig een aantal schilderijen opnieuw bij elkaar gebracht.

## Voorouders

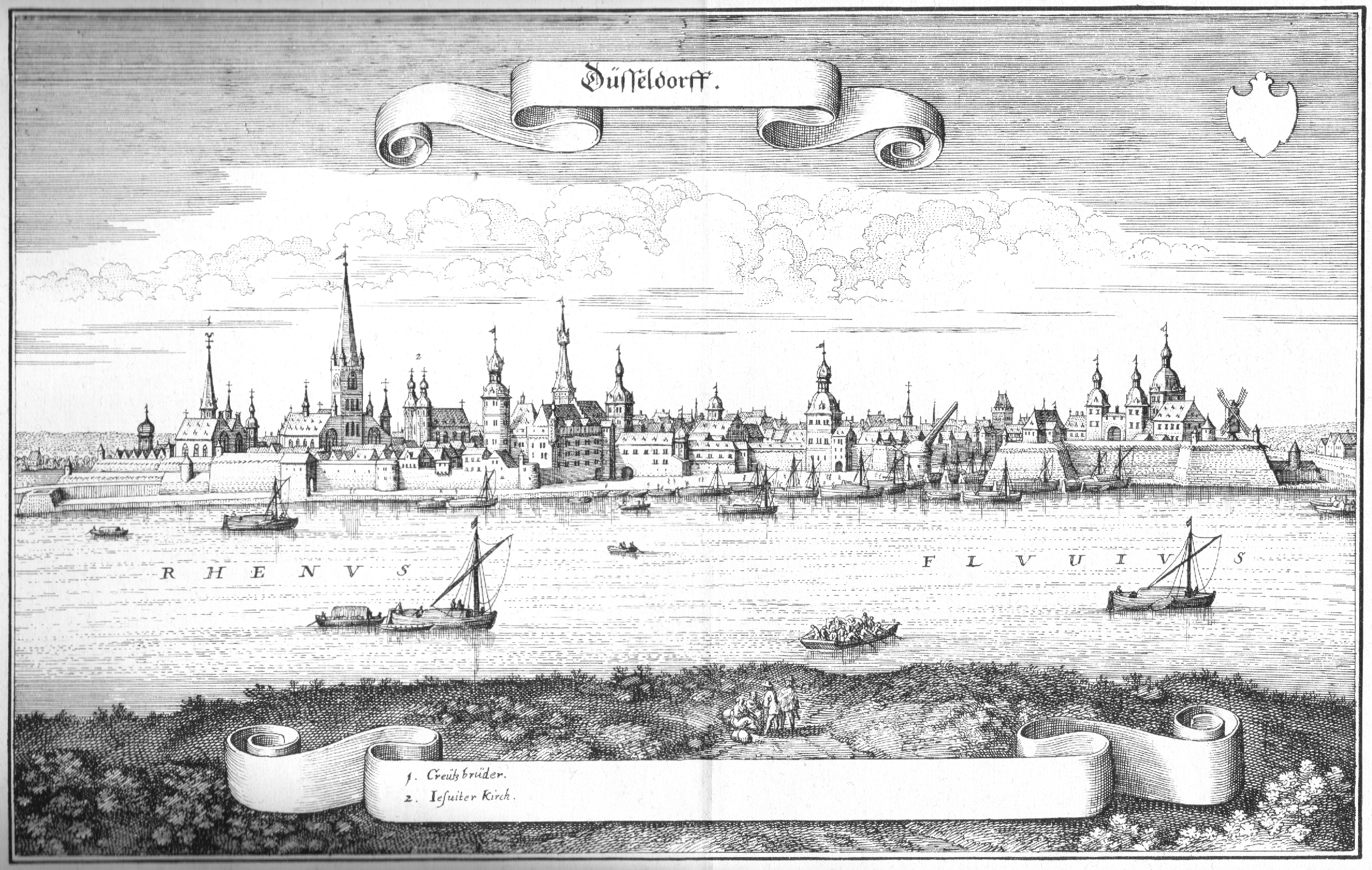
Kopergravure van Düsseldorf in de 17e eeuw met het slot links van het midden, enkel een toren is bewaard gebleven

| Overgrootouders | Filips Lodewijk van Palts-Neuburg (1547-1614) ∞ 1451 Anna van Kleef (1552-1632)            | Filips Lodewijk van Palts-Neuburg (1547-1614) ∞ 1451 Anna van Kleef (1552-1632)            | Willem V van Beieren (1548-1626) ∞ Renata van Lotharingen (1544-15602)                     | Willem V van Beieren (1548-1626) ∞ Renata van Lotharingen (1544-15602)                     | Albrecht V van Beieren (1528-1579) ∞ Anna van Oostenrijk (1528-1590)                       | Albrecht V van Beieren (1528-1579) ∞ Anna van Oostenrijk (1528-1590)                       | Johan George I van Saksen (1585-1656) ∞ Magdalena Sybilla van Brandenburg (1586-1659)      | Johan George I van Saksen (1585-1656) ∞ Magdalena Sybilla van Brandenburg (1586-1659)      | Johan George I van Saksen (1585-1656) ∞ Magdalena Sybilla van Brandenburg (1586-1659) | Johan George I van Saksen (1585-1656) ∞ Magdalena Sybilla van Brandenburg (1586-1659) |
| Grootouders     | Wolfgang Willem van Palts-Neuburg (1578-1653) ∞ Magdalena van Beieren (1587-1628)          | Wolfgang Willem van Palts-Neuburg (1578-1653) ∞ Magdalena van Beieren (1587-1628)          | Wolfgang Willem van Palts-Neuburg (1578-1653) ∞ Magdalena van Beieren (1587-1628)          | Wolfgang Willem van Palts-Neuburg (1578-1653) ∞ Magdalena van Beieren (1587-1628)          | George II van Hessen-Darmstadt (1605-1661) ∞ Sophia Eleonora van Saksen (1609-1671)        | George II van Hessen-Darmstadt (1605-1661) ∞ Sophia Eleonora van Saksen (1609-1671)        | George II van Hessen-Darmstadt (1605-1661) ∞ Sophia Eleonora van Saksen (1609-1671)        | George II van Hessen-Darmstadt (1605-1661) ∞ Sophia Eleonora van Saksen (1609-1671)        |                                                                                       |                                                                                       |
| Ouders          | Filips Willem van de Palts (1615-1690) ∞ Elisabeth Amalia van Hessen-Darmstadt (1635-1709) | Filips Willem van de Palts (1615-1690) ∞ Elisabeth Amalia van Hessen-Darmstadt (1635-1709) | Filips Willem van de Palts (1615-1690) ∞ Elisabeth Amalia van Hessen-Darmstadt (1635-1709) | Filips Willem van de Palts (1615-1690) ∞ Elisabeth Amalia van Hessen-Darmstadt (1635-1709) | Filips Willem van de Palts (1615-1690) ∞ Elisabeth Amalia van Hessen-Darmstadt (1635-1709) | Filips Willem van de Palts (1615-1690) ∞ Elisabeth Amalia van Hessen-Darmstadt (1635-1709) | Filips Willem van de Palts (1615-1690) ∞ Elisabeth Amalia van Hessen-Darmstadt (1635-1709) | Filips Willem van de Palts (1615-1690) ∞ Elisabeth Amalia van Hessen-Darmstadt (1635-1709) |                                                                                       |                                                                                       |